# Клуб 27 (фильм)
«Клуб 27» (англ. The 27 Club) — фильм 2008 года режиссёра Эрики Дантон.

## Сюжет
В 27 лет рок-певец Том кончает жизнь самоубийством. Его лучший друг и соратник по группе Эллиот нанимает продавца из магазина, чтобы тот провез его через всю Америку в их родной город. Эллиоту предстоит решить, присоединиться ли к печально-известному «Клубу 27», членами которого когда-то стали Джими Хендрикс, Дженис Джоплин, Джим Моррисон и Курт Кобейн.

## В ролях
| Актёр           | Роль            |
| --------------- | --------------- |
| Джо Андерсон    | Эллиот Керриган |
| Ив Хьюсон       | Стелла          |
| Алекси Гилмор   | Анна            |
| Кайл Люкер      | Кайл            |
| Джеймс Форгей   | Том Уоллес      |
| Трейси Динвидди | Кэтрин          |

## Награды
| Год  | Фестиваль                                     | Категория                                            |
| ---- | --------------------------------------------- | ---------------------------------------------------- |
| 2008 | Международный кинофестиваль в Форт-Лодердейле | «Лучший актёр» (Джо Андерсон)                        |
| 2008 | Саваннский кинофестиваль                      | «Лучший режиссёр»                                    |
| 2009 | Миланский международный кинофестиваль         | «Лучший фильм», «Лучший режиссёр», «Лучший сценарий» |